# Papiro 17
O Papiro 17  ({\displaystyle {\mathfrak {P}}}17) é um antigo papiro do Novo Testamento que contém fragmentos do capítulo nove  da Epístola aos Hebreus (9:12-19).